# Izotera
Izotera (izo- + gr. théros = „lato”) – linia na mapie łącząca punkty o jednakowej średniej temperaturze powietrza lata astronomicznego.